# Žlutá medaile za zbabělost
Žlutá medaile za zbabělost (v anglickém originále The Yellow Badge of Cowardge) je 22. díl 25. řady (celkem 552.) amerického animovaného seriálu Simpsonovi. Scénář napsali Billy Kimball a Ian Maxtone-Graham a díl režíroval Timothy Bailey. V USA měl premiéru dne 18. května 2014 na stanici Fox Broadcasting Company a v Česku byl poprvé vysílán 1. ledna 2015 na stanici Prima Cool.

## Děj
Na oslavu posledního školního dne vzbudí Bart rodinu boucháním do hrnců a pánví. I když Homer zpočátku tvrdí, že má v plánu donutit Barta jet na letní tábor, Marge upozorní, že na obrázku je vězeňská výjezdová skupina. Bart jí skočí do řeči, že tam byl minulé léto a že se tam nesmí vrátit. Rodina se sejde v kuchyni, kde Homer při čtení místních novin zjistí, že ohňostroj na 4. července byl zrušen kvůli tomu, že město je na mizině. Mezitím se na Springfieldské základní škole koná každoroční slavnost Polní den, kde se děti učí balancovat s vajíčky na lžících a nechávají si přivazovat kotníky k někomu dalšímu. Závod kolem školy vybízí všechny, aby se snažili, včetně Milhouse, jenž na tento závod trénoval. Milhouse prozradí Bartovi, že trénoval, ale Martin toto tajemství zaslechne. Martin pak vsadí své peníze na Milhouseovo vítězství, čímž může skupinu šikanujících žáků přivést na mizinu, protože na Milhouse je vypsán nesmírně vysoký kurz. 
Když během závodu běží každý student zvlášť, Milhouse vede před Nelsonem a šikanující žáci mají v plánu mu vrazit trochu rozumu do zad. Nelson čeká na Milhouse v rozhodující zatáčce závodu a udeří ho. Bart to vidí, nicméně i tak běží dál, a tak získá první místo. Poté, co Bart obdrží modrou stuhu za první místo, se Milhouse vynoří z křoví, příhodně se ztrátou paměti. Přestože má Bart několik příležitostí prozradit Milhouseovi, co se během závodu stalo, Bart tyto příležitosti propásne, a to i na městské slavnosti na počest svého vítězství. Když však jeden z rváčů střelí Milhouse prakem do čela, vzpomínky se vrátí a Milhouse si vzpomene, jak Bart jen nečinně přihlížel, jak Milhouse dostává jednu ránu za druhou. 
Rozhořčení springfielďané Barta z obřadu vyženou. Bart běží do domova důchodců, aby vyhledal pomoc u dědečka, ale bezúspěšně. Mezitím jinde Homer vyhledá Guiseppa, aby pro město provedl velkolepý ohňostroj (na písničku „Sometimes When We Touch“), ale strhne se mezi nimi rvačka. Ohňostroj se nepovede, přesto Bart rychle přemýšlí na vlastní pěst, a město tak posléze uvěří, že Milhouse je skromný hrdina.

## Přijetí
Dennis Perkins z The A.V. Clubu udělil epizodě známku C+: „Po dvou dílech v řadě, které naznačují trvalý potenciál Simpsonových, je Žlutá medaile za zbabělost návratem do pozdní formy právě v době, kdy končí 25. řada seriálu. Což znamená, že jde o průměrnou epizodu, lhostejně vystavěnou, jejíž hlavní potěšení pramení ze známosti a několika slušných hlášek. Není to špatné, není to dobré – je to přijatelná půlhodina televize, jejíž adekvátnost ji zatracuje.“.
Tony Sokol z Den of Geek udělil dílu čtyři hvězdičky z pěti: „Žlutá medaile za zbabělost byla dobrá springfieldská epizoda. 4. červenec je dobrý čas na to, aby se město vytasilo s hloupými oblečky a pracovními mušketami. Díl byl vtipný, přinesl ponaučení. Pravděpodobně špatné ponaučení, ale proč se hádat? A zraněn byl jen Milhouse, což je asi účel. Taky se mi vždycky líbí, když Simpsonovi nechají Dana Castellanetu improvizovat skrze písničky v závěru.“.
Epizoda získala rating 1,6 a sledovalo ji celkem 3,28 milionu lidí, čímž se stala druhým nejsledovanějším pořadem bloku Animation Domination ten večer.